# Vantri
Vantri is een plaats in de Estlandse gemeente Saaremaa, provincie Saaremaa. De plaats heeft de status van dorp (Estisch: küla) en telt 13 inwoners (2021).
Tot in december 2014 behoorde Vantri tot de gemeente Kaarma, tot in oktober 2017 tot de gemeente Lääne-Saare en sindsdien tot de fusiegemeente Saaremaa.

## Geschiedenis
Vantri werd voor het eerst genoemd in 1645 onder de naam Wanter als nederzetting op het landgoed van Elme (Duits: Magnushof).
In 1977 werd Vantri bij het buurdorp Endla gevoegd. In 1997 werd Vantri weer een zelfstandig dorp.